# 克伊傑伊茲

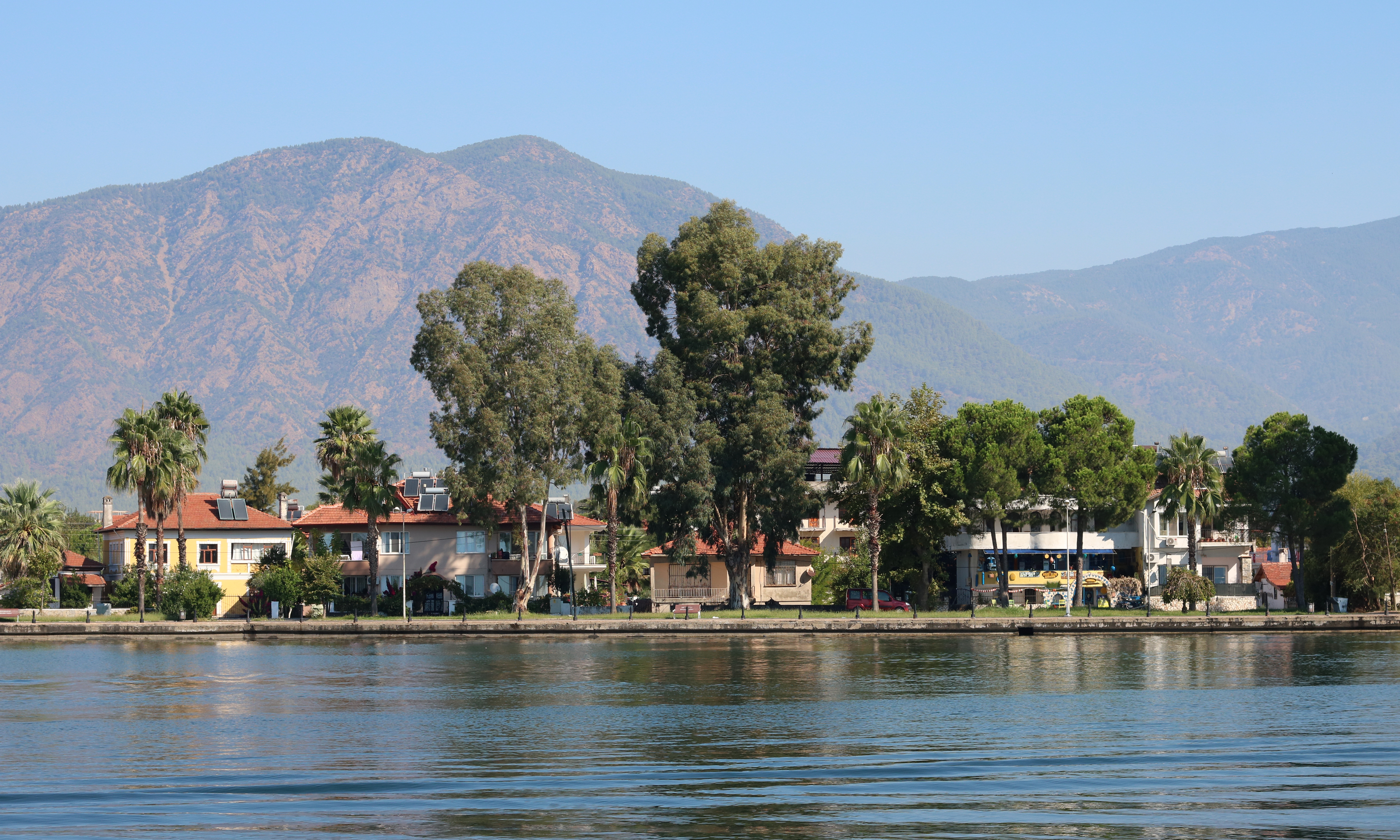

克伊傑伊茲是土耳其的城鎮，由穆拉省負責管轄，位於該國西南部克伊傑伊茲湖的北端，面積1,758平方公里，海拔高度27米，主要經濟活動是農業、畜牧業、林業和旅遊業，2010年人口8,750。

## 外部連結
- District municipality's official website （页面存档备份，存于） （土耳其文）
- Köyceğiz Pictures